# USS Independence (CV-62)
Индепенденс — (англ. USS Independence (CV-62)) — «Независимость» — американский авианосец, четвёртый и последний построенный в типе «Форрестол». Пятый военный корабль США, получивший имя «Индепенденс».
Контракт на постройку был заключён с компанией New York Navy Yard 2 июля 1954 года, закладка киля корабля состоялась 7 июля 1955 года. Спущен на воду 6 июня 1958 года, введён в состав флота 10 января 1959 года, выведен из состава флота 30 сентября 1998 года.
Службу проходил в основном в бассейне Атлантического океана, осуществлял походы на боевое дежурство в Средиземное море.

## Современный статус
Находится в заливе Синклер, военно-морская база Военно-морская верфь и промежуточная станция технического обслуживания Пьюджет-Саунд близ Бремертона, штат Вашингтон. Координаты 47°33′09″ N, 122°39′24″ W.
1 июля 2017 г. начата утилизация корабля в г. Браунсвилль, которая завершилась в начале 2019 года.